# Elezioni presidenziali in Moldavia del 2020
Le elezioni presidenziali in Moldavia del 2020 si sono tenute il 1º novembre (primo turno) e il 15 novembre (secondo turno) e hanno visto il trionfo dell'europeista Maia Sandu contro il suo sfidante filo-russo e presidente uscente Igor Dodon.

## Risultati
| Maia Sandu      | Partito di Azione e Solidarietà          | 487 635   | 36,16 | 943 006   | 57,72 |  |  |  |
| Igor Dodon      | Indipendente (PSRM)                      | 439 866   | 32,61 | 690 614   | 42,28 |  |  |  |
| Renato Usatîi   | Partito Nostro                           | 227 939   | 16,90 |           |       |  |  |  |
| Violeta Ivanov  | Partito Șor                              | 87 542    | 6,49  |           |       |  |  |  |
| Andrei Năstase  | Piattaforma della Dignità e della Verità | 43 924    | 3,26  |           |       |  |  |  |
| Octavian Țîcu   | Partito di Unità Nazionale               | 27 170    | 2,01  |           |       |  |  |  |
| Tudor Deliu     | Partito Liberale Democratico             | 18 486    | 1,37  |           |       |  |  |  |
| Dorin Chirtoacă | Movimento Politico Unione                | 16 157    | 1,20  |           |       |  |  |  |
| Totale          | Totale                                   | 1 348 719 | 100   | 1 633 620 | 100   |  |  |  |
|                 |                                          |           |       |           |       |  |  |  |
| Voti non validi | Voti non validi                          | 19 797    | 1,45  | 16 504    | 1,00  |  |  |  |
| Votanti         | Votanti                                  | 1 368 516 | 45,68 | 1 650 124 | 55,08 |  |  |  |
| Elettori        | Elettori                                 | 2 995 891 |       | 2 995 891 |       |  |  |  |